# متروی پالما
متروی پالما (کاتالونیایی: Metro de Palma) سیستم قطار سبک شهری زیرزمینی در پالما ده مایورکا، اسپانیا است.
این مترو که در سال ۱۹۹۵ تأسیس شده دارای ۲ خط، ۱۶ ایستگاه و ۱۵٫۶ کیلومتر طول می‌باشد.

## نقشه

Network map of Palma Metro